# دامبل‌یانگ، وسترن استرالیا
دامبل‌یانگ (به انگلیسی: Dumbleyung) یک شهرک در استرالیا است که در استرالیای غربی واقع شده‌است.